# Fort Worth Flyers
Fort Worth Flyers – amerykański klub koszykarski z siedzibą w  mieście Fort Worth, w stanie Teksas, działający w latach 2005–2007. Drużyna była członkiem ligi NBDL. Swoje mecze rozgrywała w Fort Worth Convention Center.

## Powiązania z zespołami NBA
- Charlotte Bobcats (2006–2007)
- Dallas Mavericks (2005–2007)
- Golden State Warriors (2005–2006)
- Los Angeles Lakers (2005–2006)
- Philadelphia 76ers (2006–2007)
- Portland Trail Blazers (2005–2006)

## Wyniki sezon po sezonie
| Fort Worth Flyers      |                        |                        |    |    |      |                                                                                       |
| 2005–06                |                        | 1                      | 28 | 20 | 58,3 | Wygrana – Półfinały (Roanoke) 87-78 Przegrana – Finały D-League (Albuquerque) 119-108 |
| 2006–07                | Wschodnia              | 3                      | 29 | 21 | 58   | Przegrana – Półfinały (Sioux Falls) 128-105                                           |
| Suma - sezon regularny | Suma - sezon regularny | Suma - sezon regularny | 57 | 41 | 58,2 | 2005–2007                                                                             |
| Suma - playoff         | Suma - playoff         | Suma - playoff         | 1  | 2  | 33,3 | 2005–2007                                                                             |

## Nagrody i wyróżnienia
- MVP All–Star Game
  - Pops Mensah-Bonsu (2007)[1]
- Jason Collier Sportsmanship Award
  - Ime Udoka (2006)[2]
- All-D–League First Team[3]
  - Ime Udoka (2006)
- All-D-League Second Team[4]
  - Luke Schenscher (2006)
  - Jeremy Richardson (2007)
- All–D–League Honorable Mention Team[5]
  - Kelenna Azubuike (2006)
  - Luke Schenscher (2007)
- Uczestnicy All–Star Game
  - Pops Mensah-Bonsu (2007)[6]
  - Luke Schenscher (2007)[6]

## Zawodnicy z doświadczeniem w NBA
- Jamario Moon
- Kelenna Azubuike
- Jose Juan Barea
- Ime Udoka
- Shedrack Raines
- Martell Webster
- Maurice Ager
- Pops Mensah-Bonsu
- Luke Schenscher
- Bobby Jones
- Louis Williams
- Jeremy Richardson

## Wycofane numery
- #11 Jose Juan Barea